# بيا هانسن
بيا هانسن (بالسويدية: Pia Hansen)‏ هي لاعبة رماية سويدية، ولدت في 25 سبتمبر 1965.

## وصلات خارجية
- بيا هانسن على موقع الاتحاد الدولي (الإنجليزية)
- بيا هانسن على موقع اللجنة الأولمبية الدولية (الإنجليزية)
- بيا هانسن على موقع أوليمبيديا (الإنجليزية)
- بيا هانسن على موقع اللجنة الأولمبية السويدية (السويدية)